# ハダカっち
『ハダカっち』とは日本テレビで2010年6月5日から7月31日まで土曜日24:50 - 25:20に放送されたドキュメントバラエティ番組である。

## 概要
「言葉の通じないアフリカの部族と共同生活できるのか?」、「マンションの一室で自給自足できるか?」、「ダンボールで一軒家はできるのか?」など、前代未聞のロケ企画に挑戦する。

## 出演

### 挑戦者
- 杉山裕之（我が家）
- もう中学生
- 原幹恵

### ゲスト
- 坪倉由幸（我が家）
- 谷田部俊（我が家）

## スタッフ
- 企画構成：小野高義、都築浩、桜井慎一、町山広美
- 技術協力：麻布プラザ、EAT、グレート
- リサーチ：フォーミュレーション
- デザイン：ちたまロケッツ
- デスク：奥山知美
- EED：秋田正樹、後藤正孝
- MA：青木伸次
- 音効：森山顕仁
- 編成：東井文太
- 広報：柳沢典子
- AD：宮下貴子、松村匠、森尾朋美
- AP：高橋滋紀
- ディレクター：佐藤一輝、高浦千明、本橋宏之、伊藤雄太、早川多祐
- 演出：長久弦、大澤宏一郎
- 制作協力：AX-ON、ガッツエンターテイメント
- プロデューサー：北條伸樹、宮本靖広
- 企画・総合演出・プロデュース：栗原甚
- チーフプロデューサー：竹内尊実
- 製作著作：日本テレビ

### 過去のスタッフ
- チーフプロデューサー：大野彰作

## ネット局
| 放送対象地域 | 放送局         | 放送日時                 | 備考                             |
| ------------ | -------------- | ------------------------ | -------------------------------- |
| 関東広域圏   | 日本テレビ     | 土曜 24時50分 - 25時20分 | 制作局                           |
| 長崎県       | 長崎国際テレビ | 月曜 24時29分 - 24時59分 | 37日遅れ                         |
| 近畿広域圏   | 読売テレビ     | 木曜 26時08分 - 27時08分 | 2回ずつ放送 8月は隔週・9月は毎週 |